# Grote Markt (Aalst)

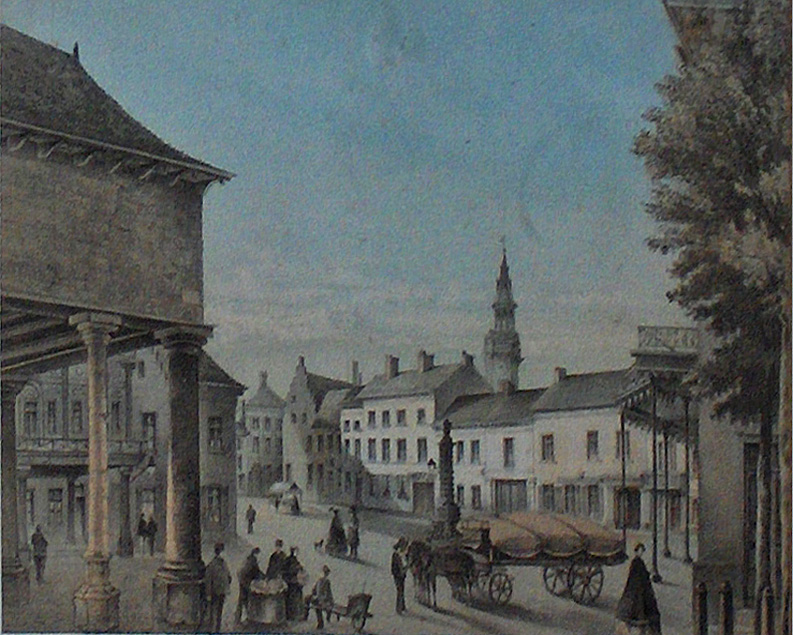
Een ingekleurde ets met de Hopmarkt van Aalst, op afgebeeld in de 19de eeuw. De Hopmarkt is verbonden met de Nieuwstraat. De belforttoren is zichtbaar in de achtergrond.

De Grote Markt (Aalsters: Groeite Mert) is het grootste marktplein in Aalst en wordt beschouwd als het centrum van de stad. Het schepenhuis, het stadhuis, de Borse van Amsterdam en Herberg Graaf van Egmont (Het steen) bevinden zich aldaar. Het grote plein wordt door de vooruitspringende positie van schepenhuis en de Herberg Graaf van Egmont gebroken en deels ook in meerdere delen verdeeld. Ook het pleintje achter het schepenhuis (aan de Kattestraat) en de verbindingsstraat naar Hopmarkt en Nieuwstraat worden als onderdeel van de Grote Markt aangeduid.  Het standbeeld van drukker Dirk Martens bevindt zich op de Grote Markt.

## Geschiedenis
Nadat de oude vismarkt (12de eeuw) te klein werd als openbare handelsplaats, werd de Grote Markt in gebruik genomen. In de 16de eeuw werden er enkele uitbreidingen uitgevoerd, hiervoor werd het vleeshuis gesloopt alsook enkele woonhuizen. De Borse van Amsterdam had een commerciële functie, indertijd heette die "Barbarakamer".

## Wetenswaardigheden
- Jan de Lichte werd geradbraakt op de Grote Markt van Aalst.
- Clara 't Roen werd verbrand wegens haar geloof op de Grote Markt.

## Omgeving Grote Markt
Op en rond de Grote Markt staan enige belangrijke constructies:
- Tereos Aalst
- Sint-Martinuskerk
- Standbeeld Dirk Martens
- Borse van Amsterdam
- Het stadhuis
- Het schepenhuis
- Vredestapijt

## Galerij

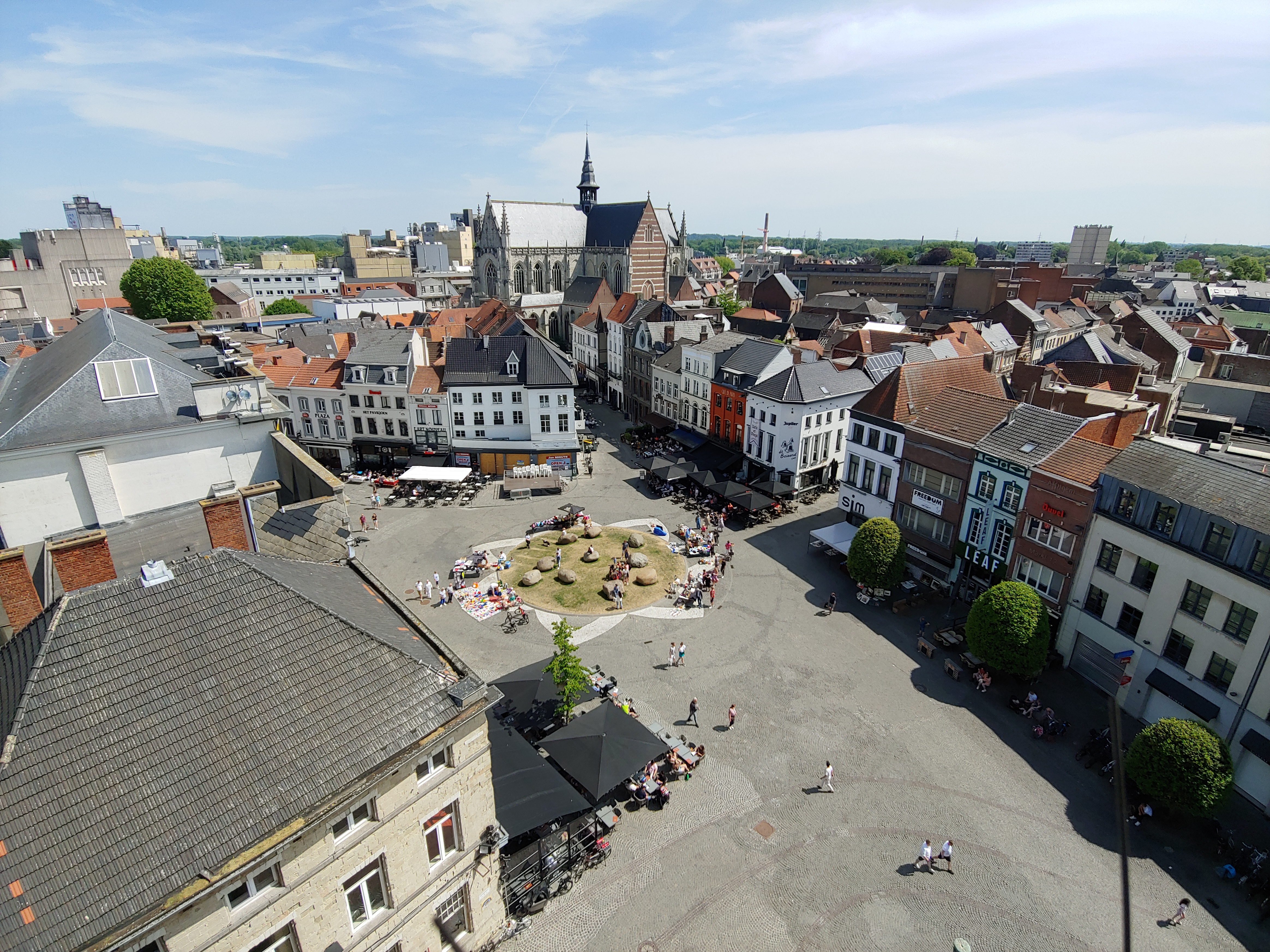
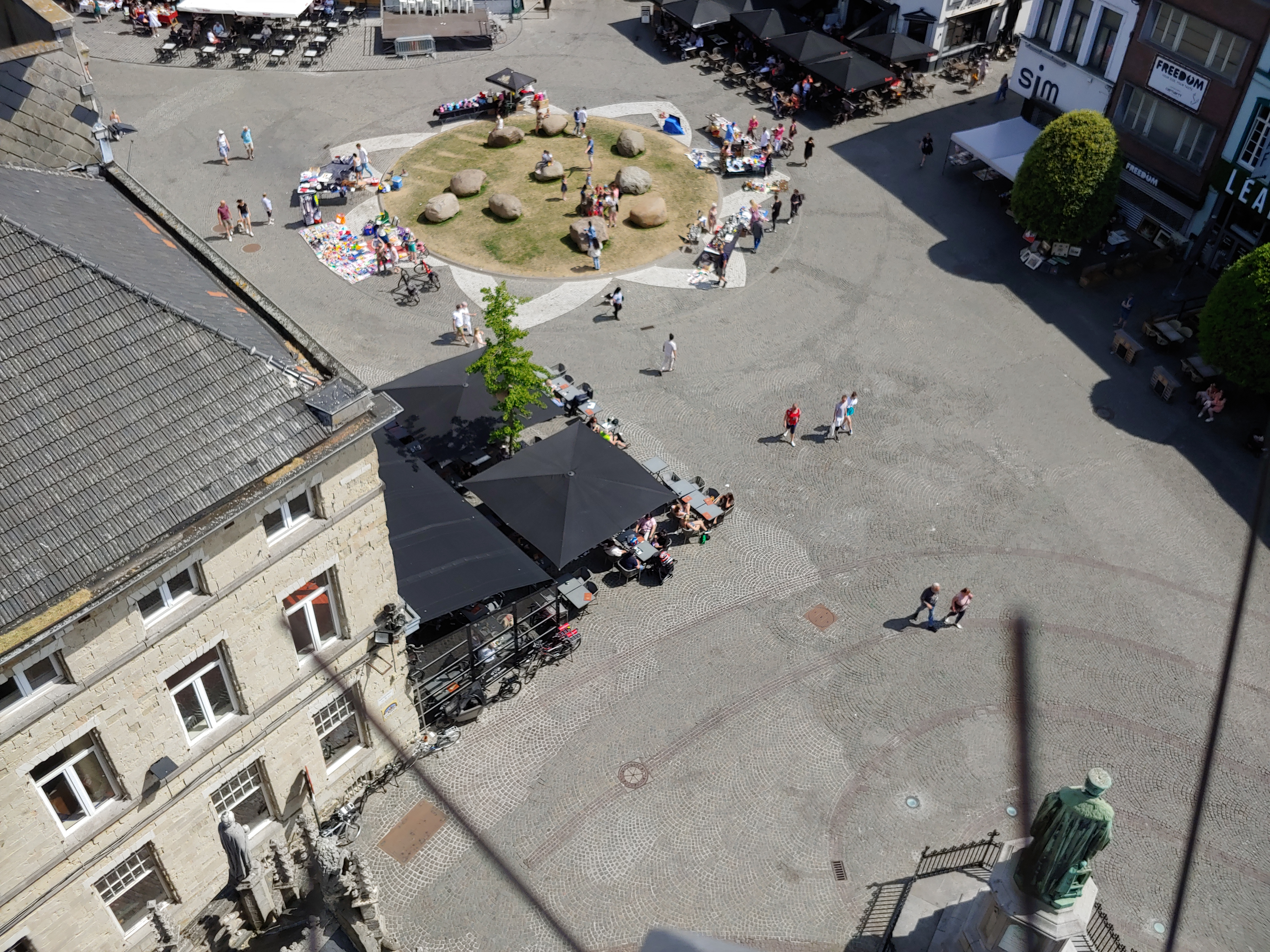
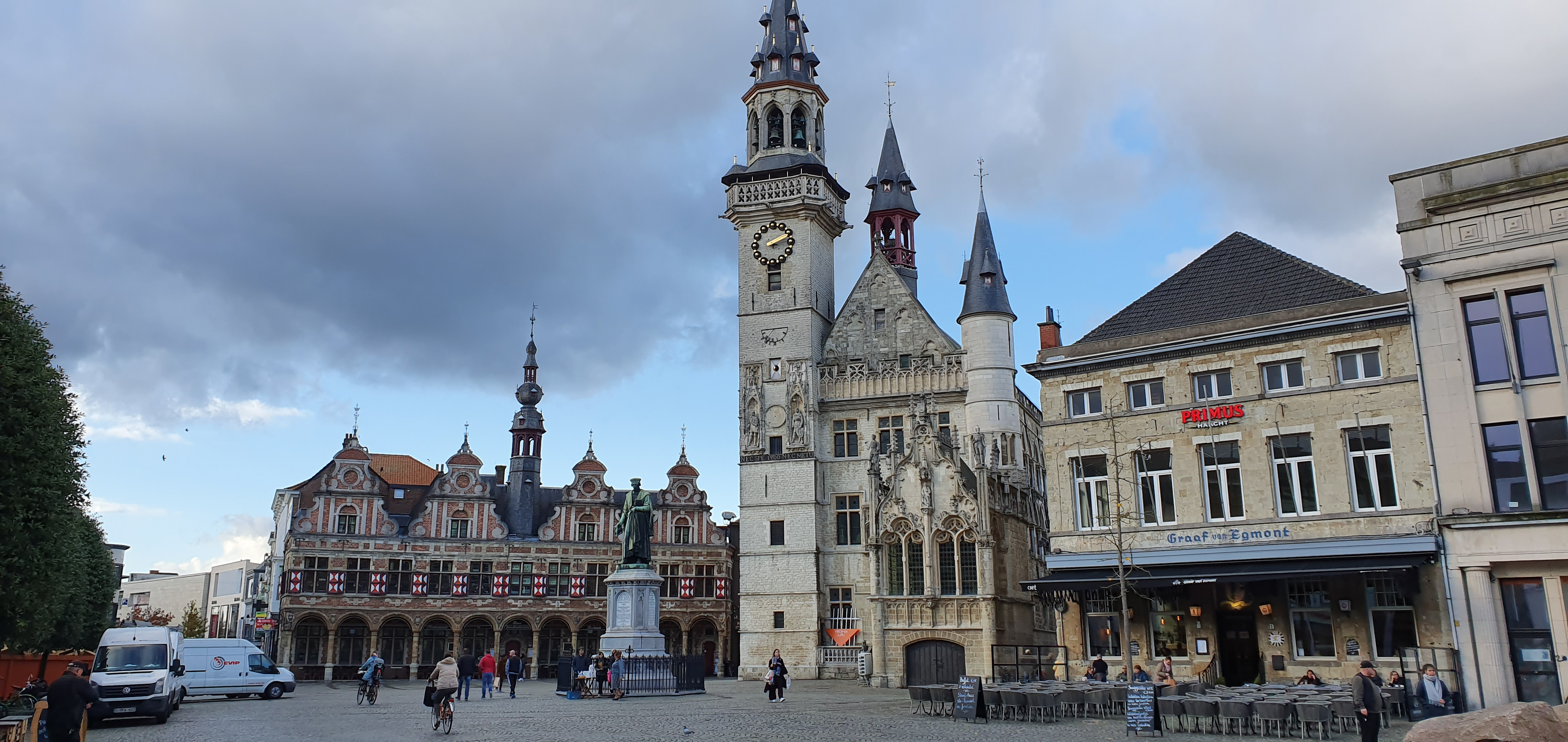
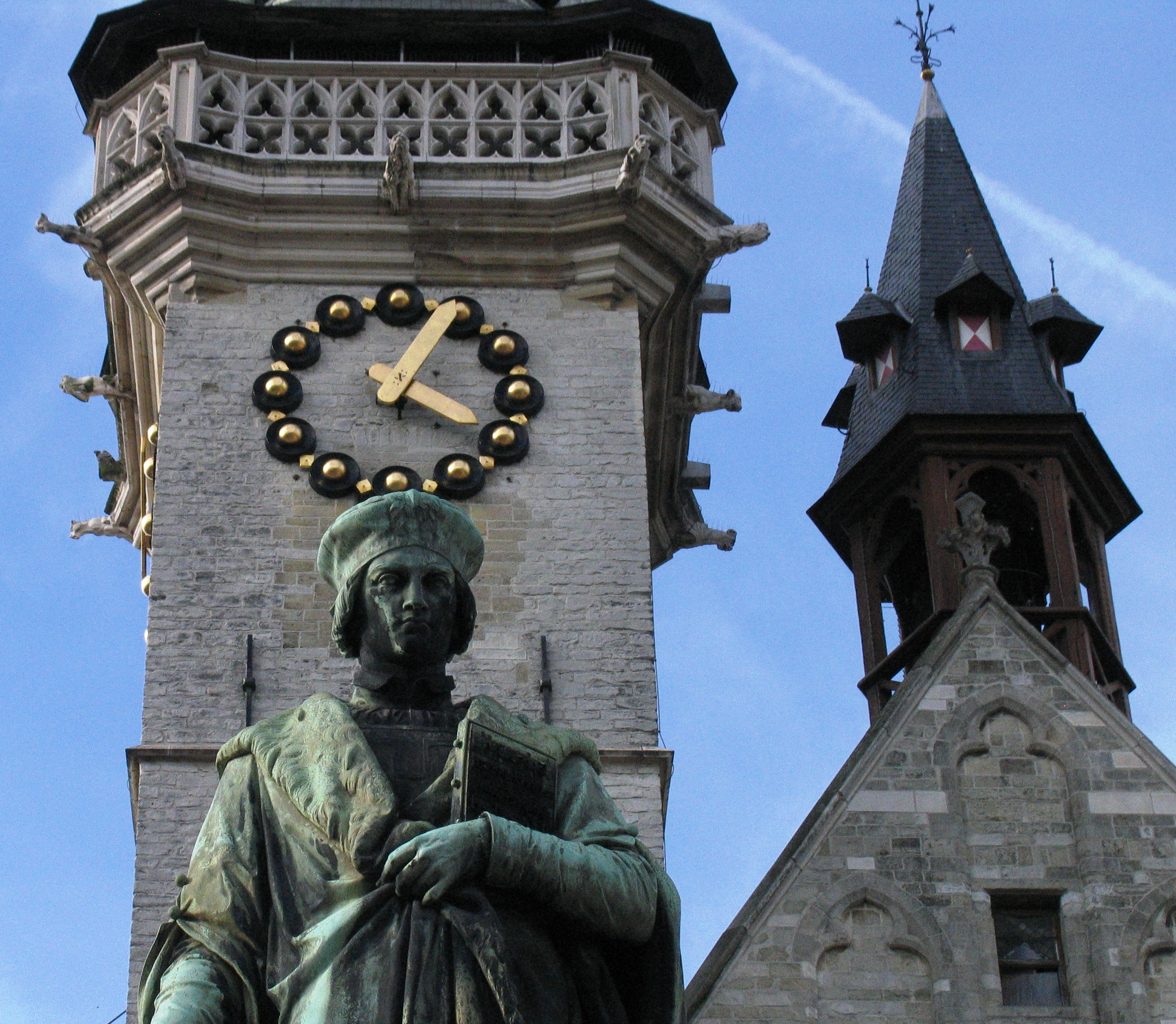
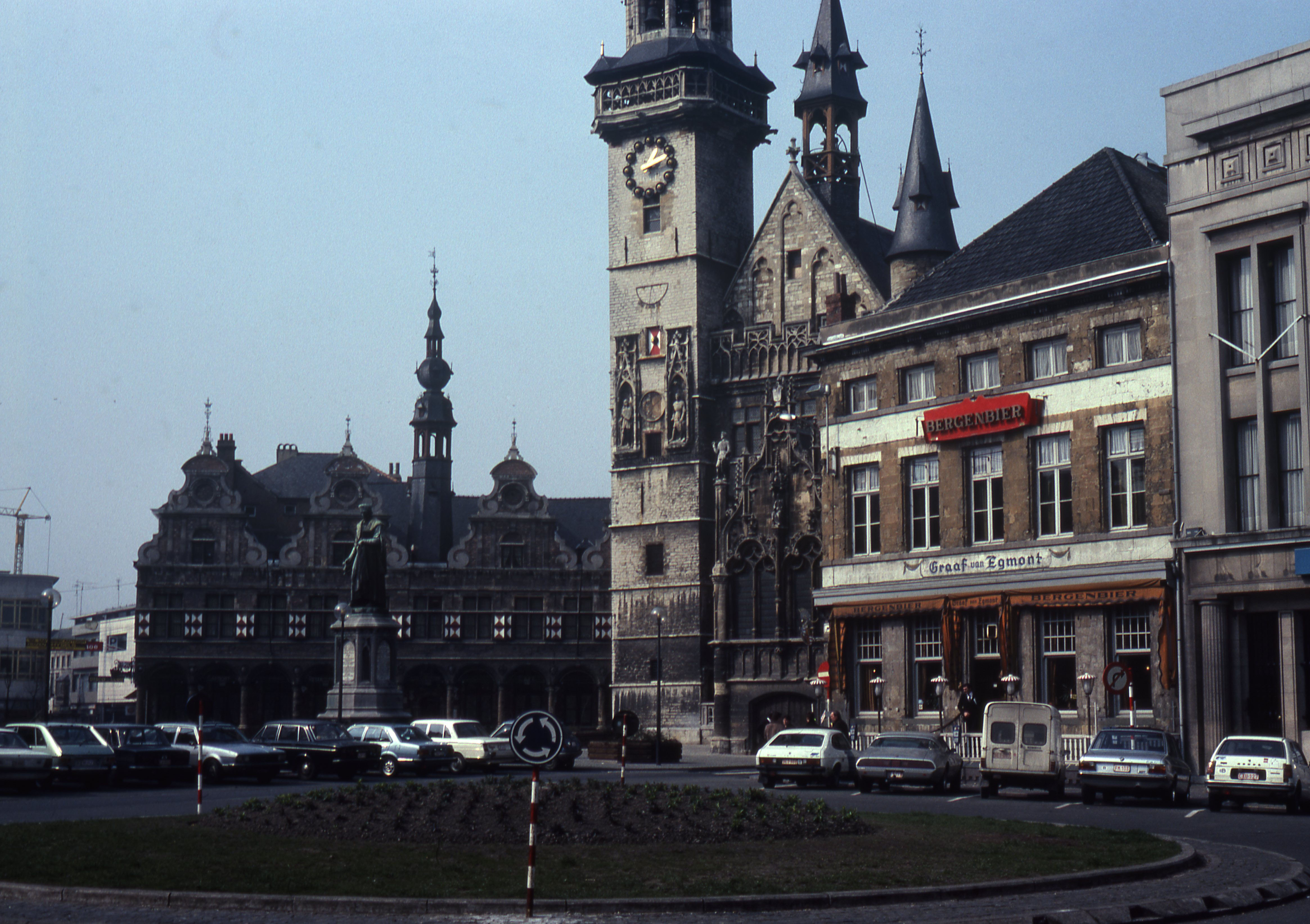
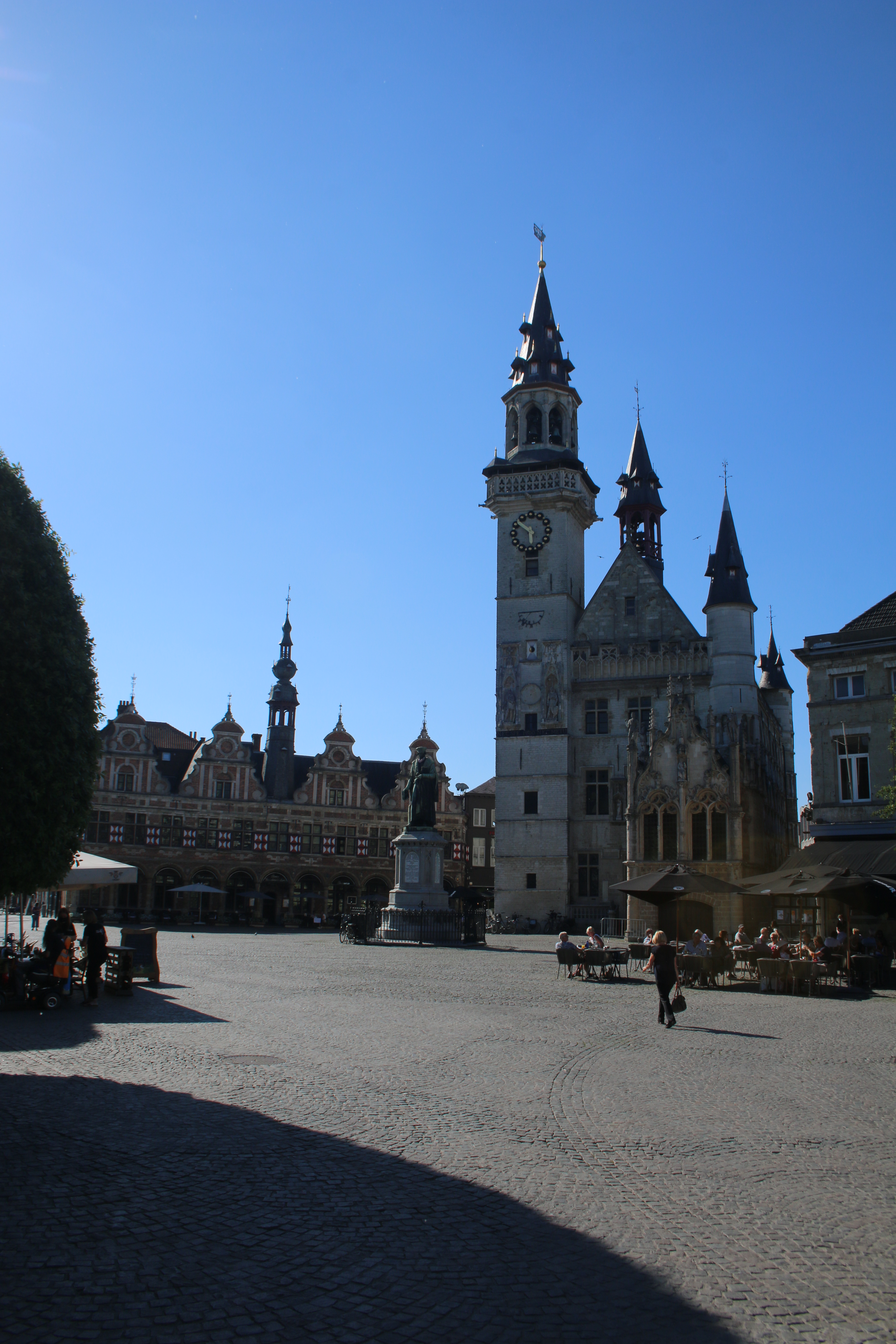
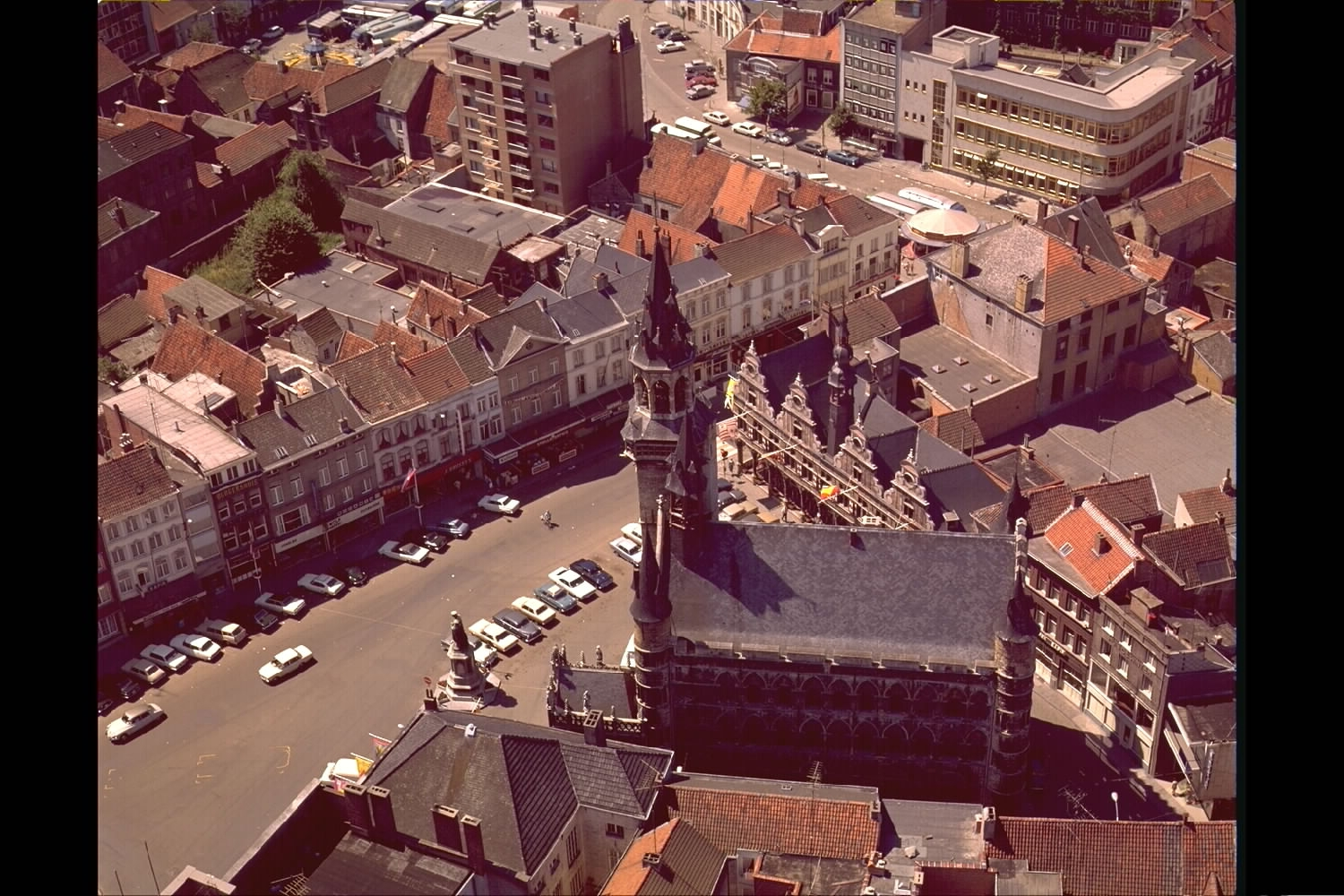
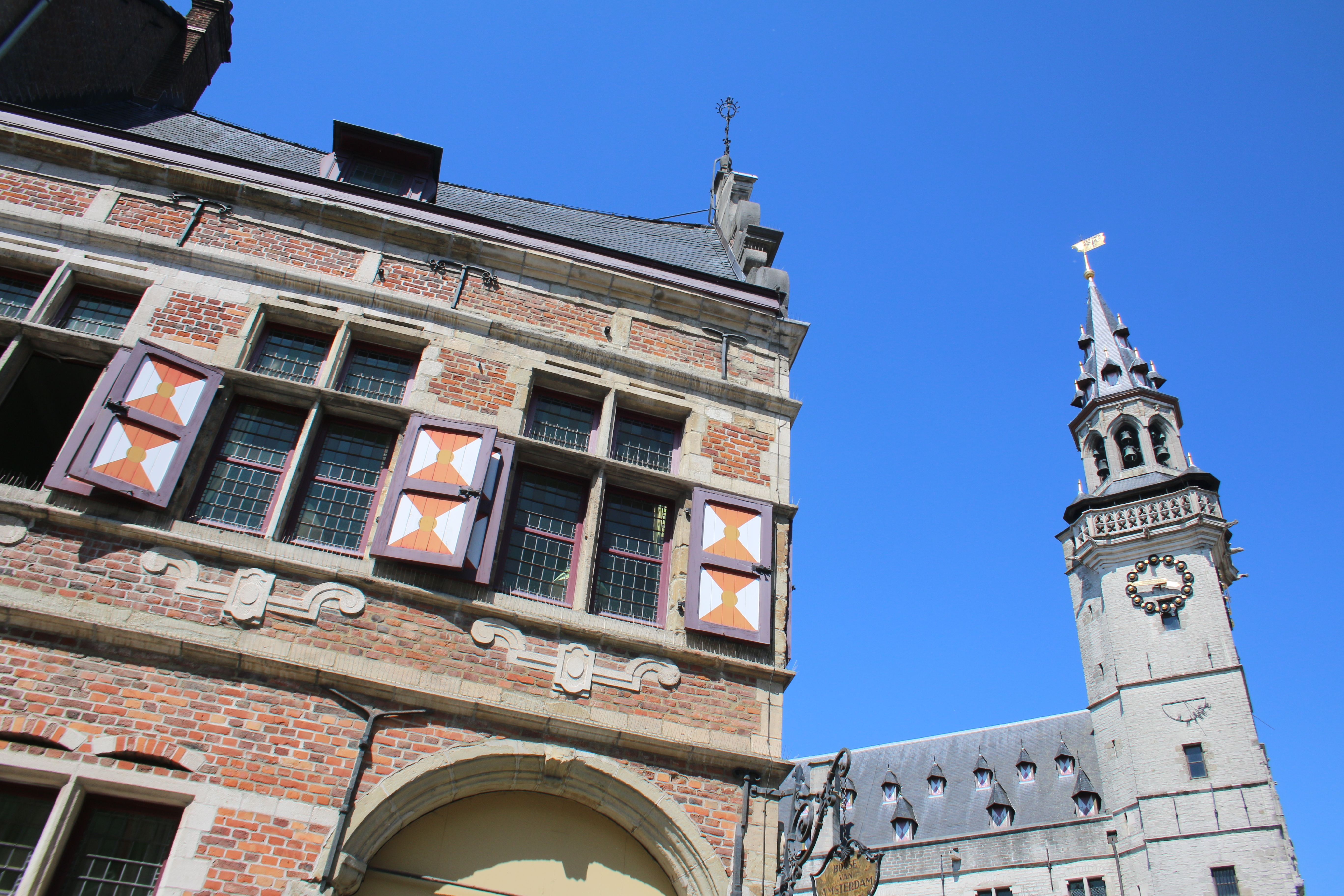
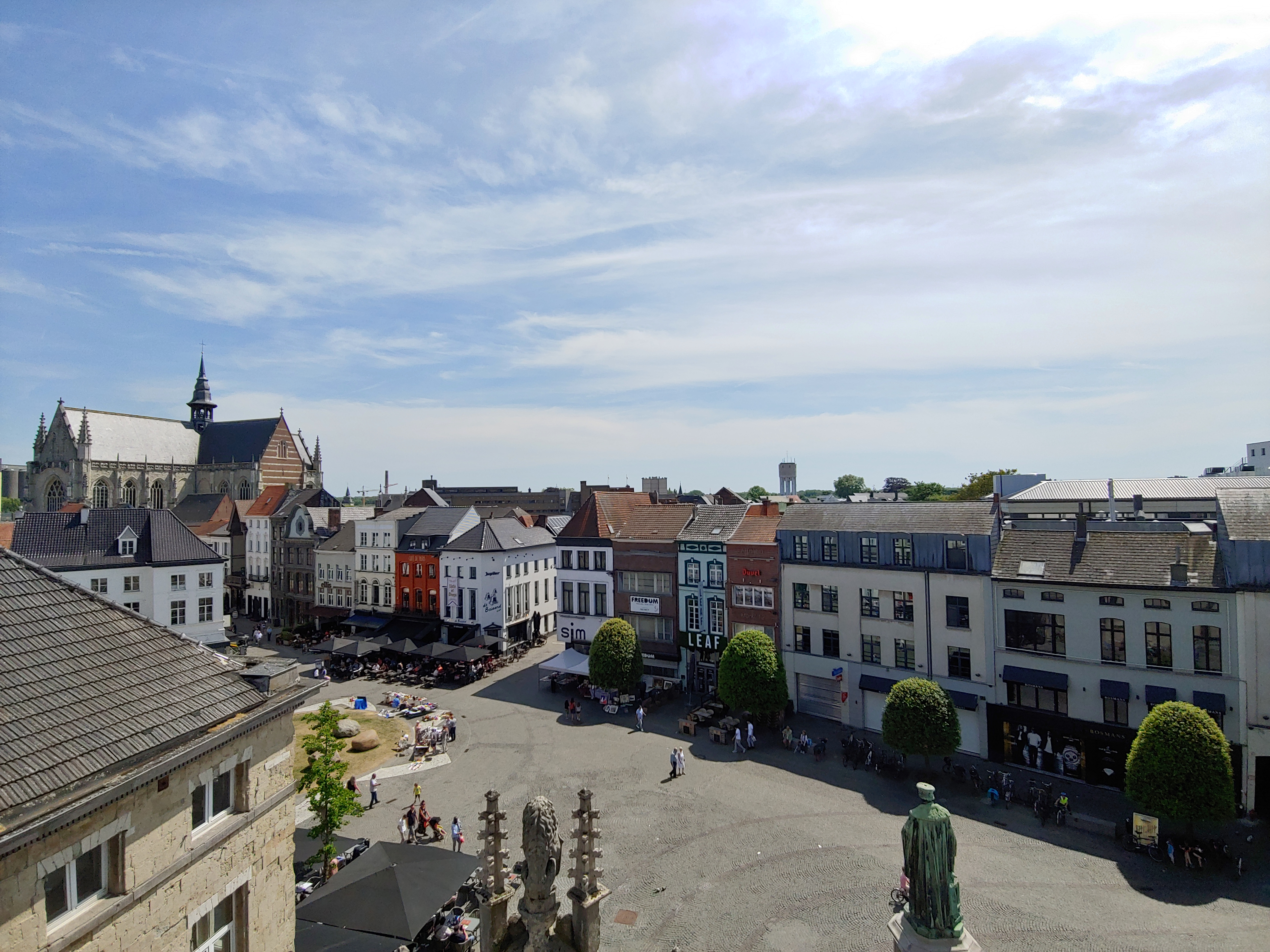
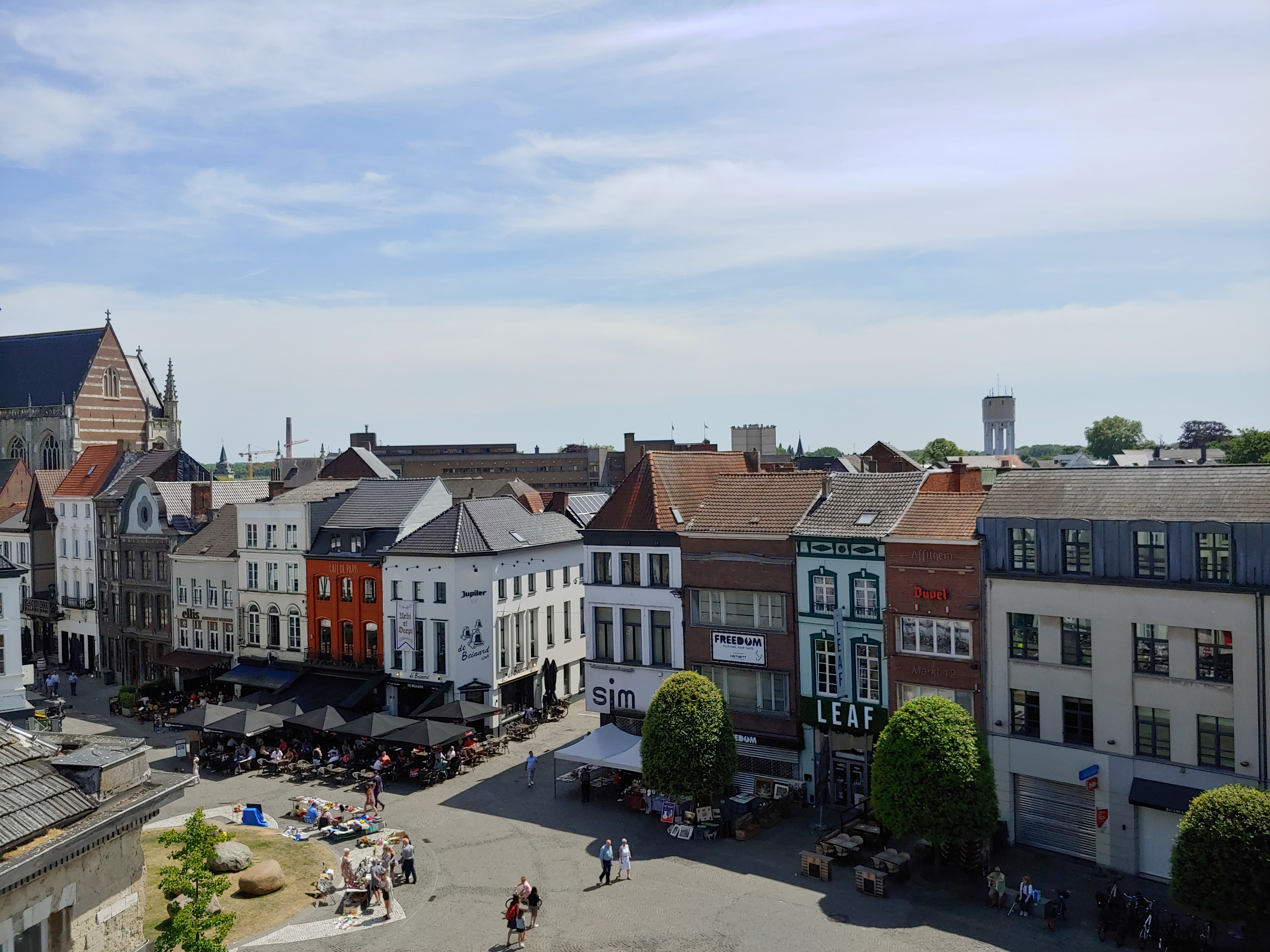
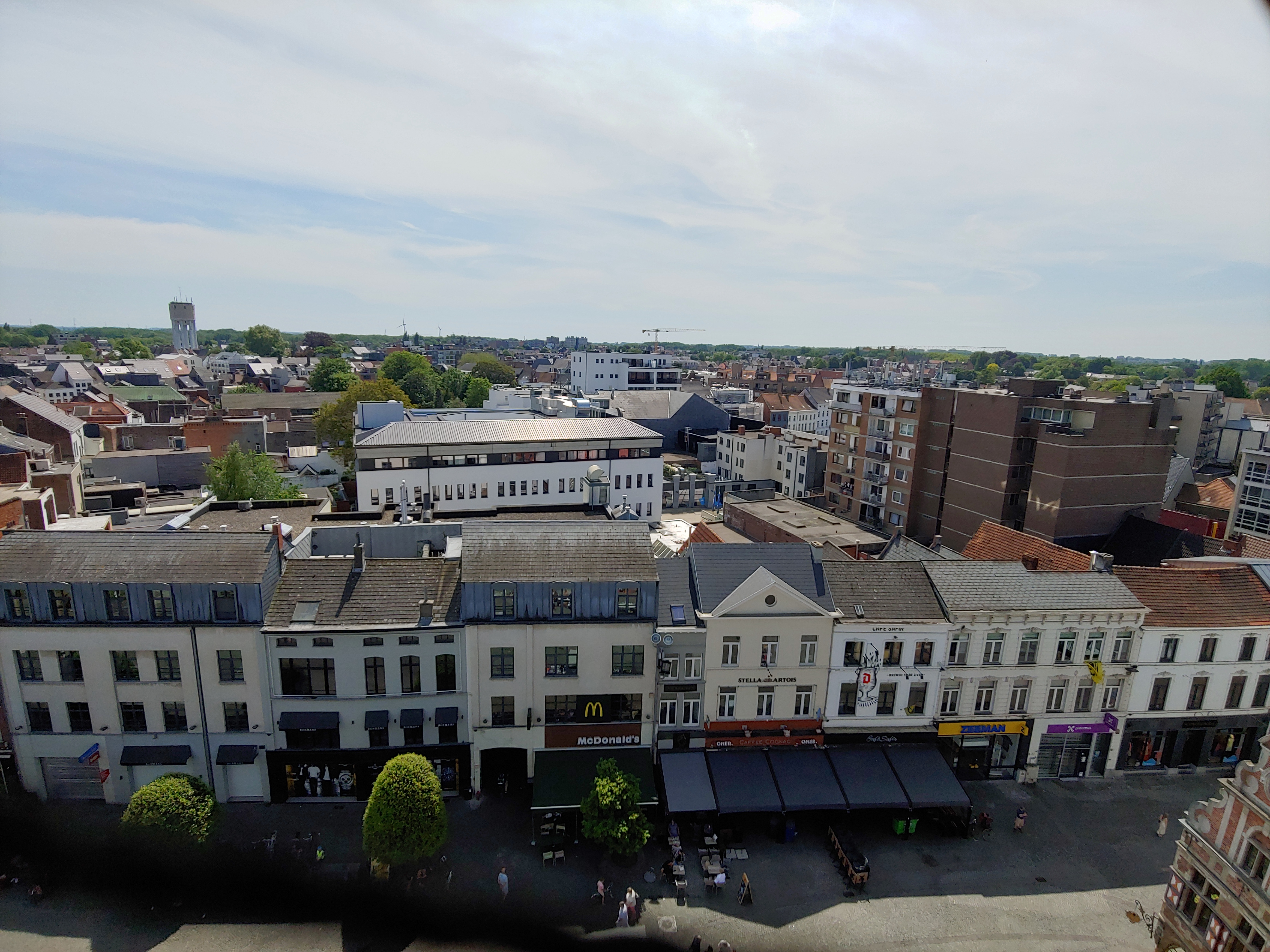
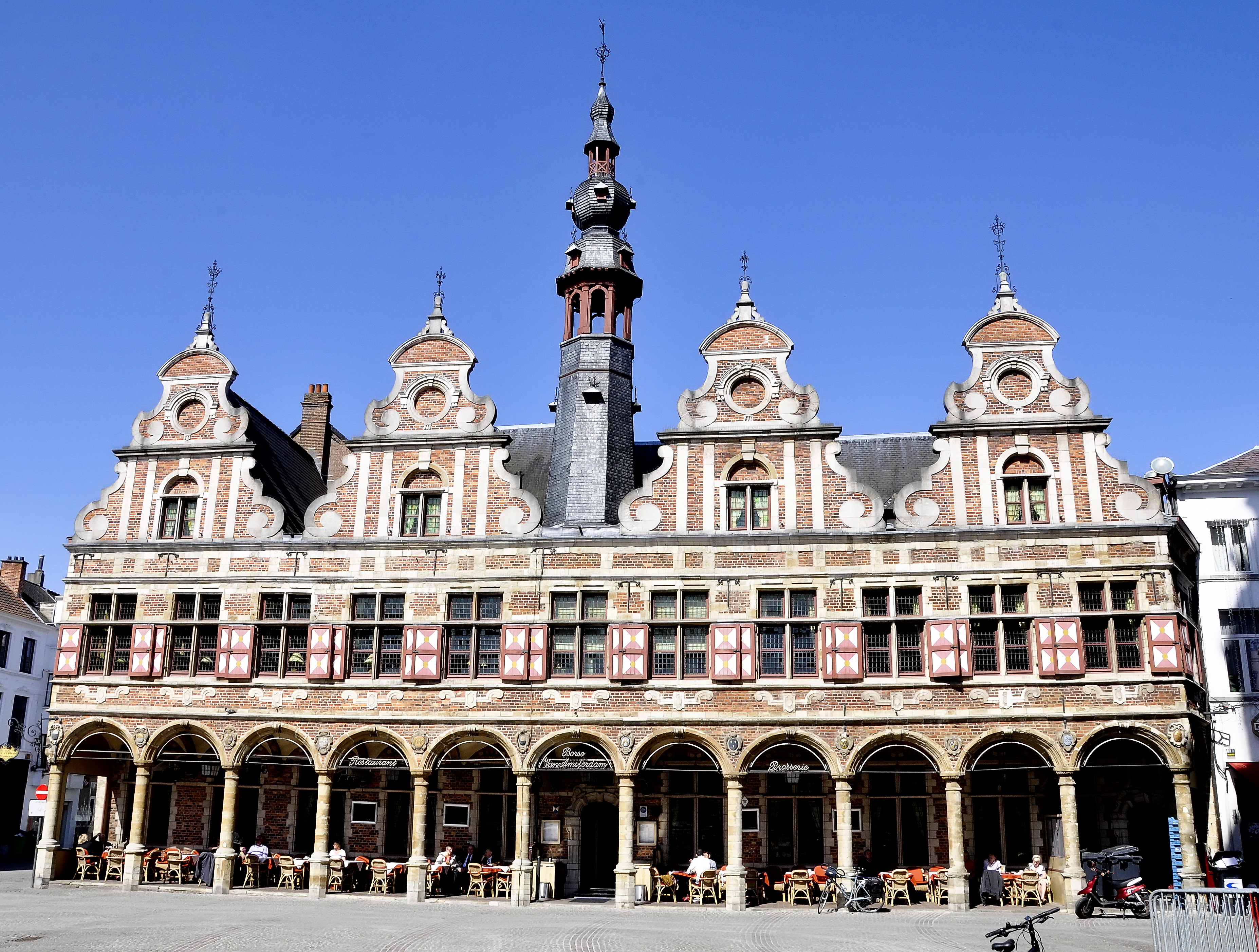
De Borse van Amsterdam
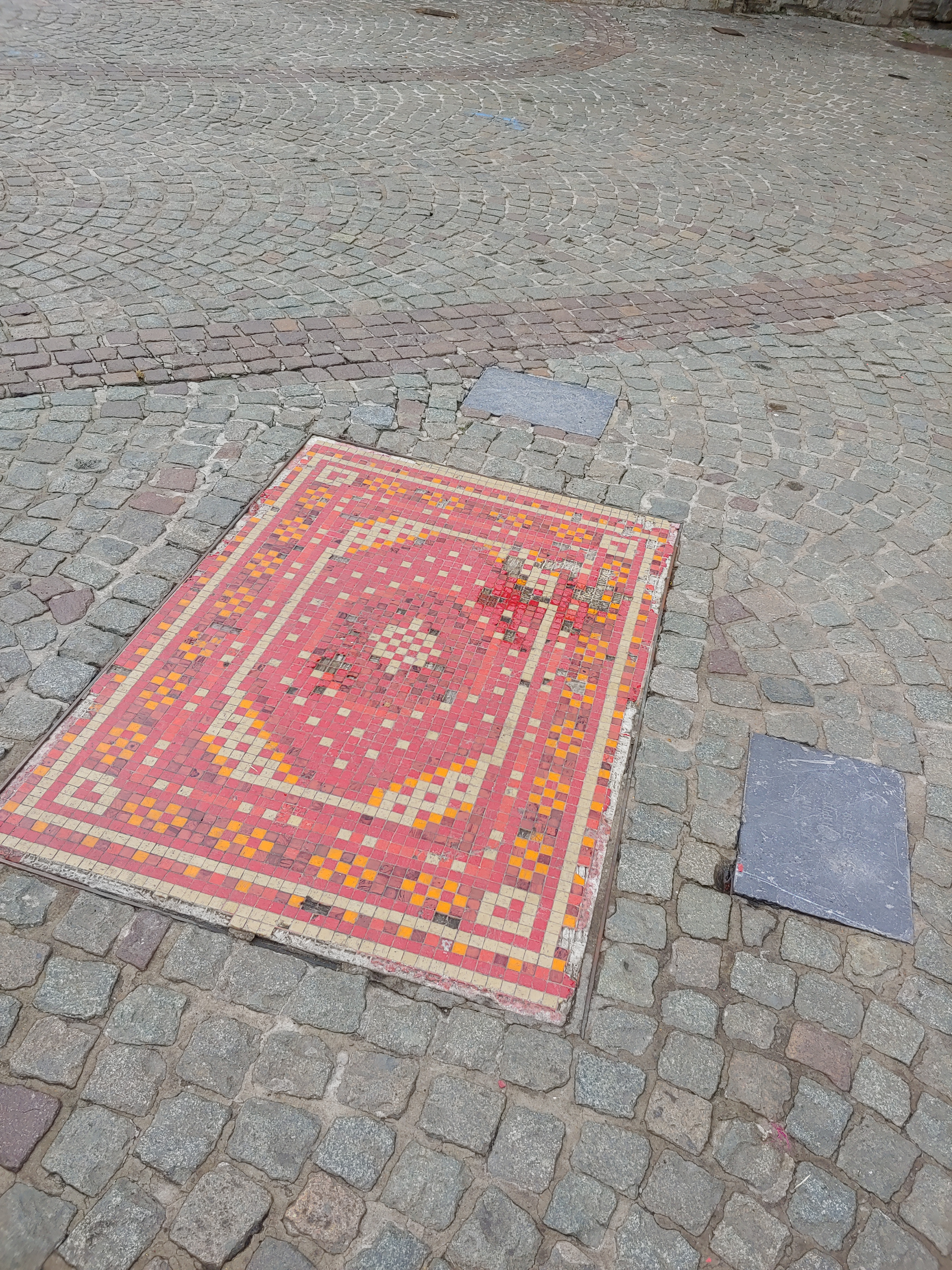
Vredestapijt in mozaïek.
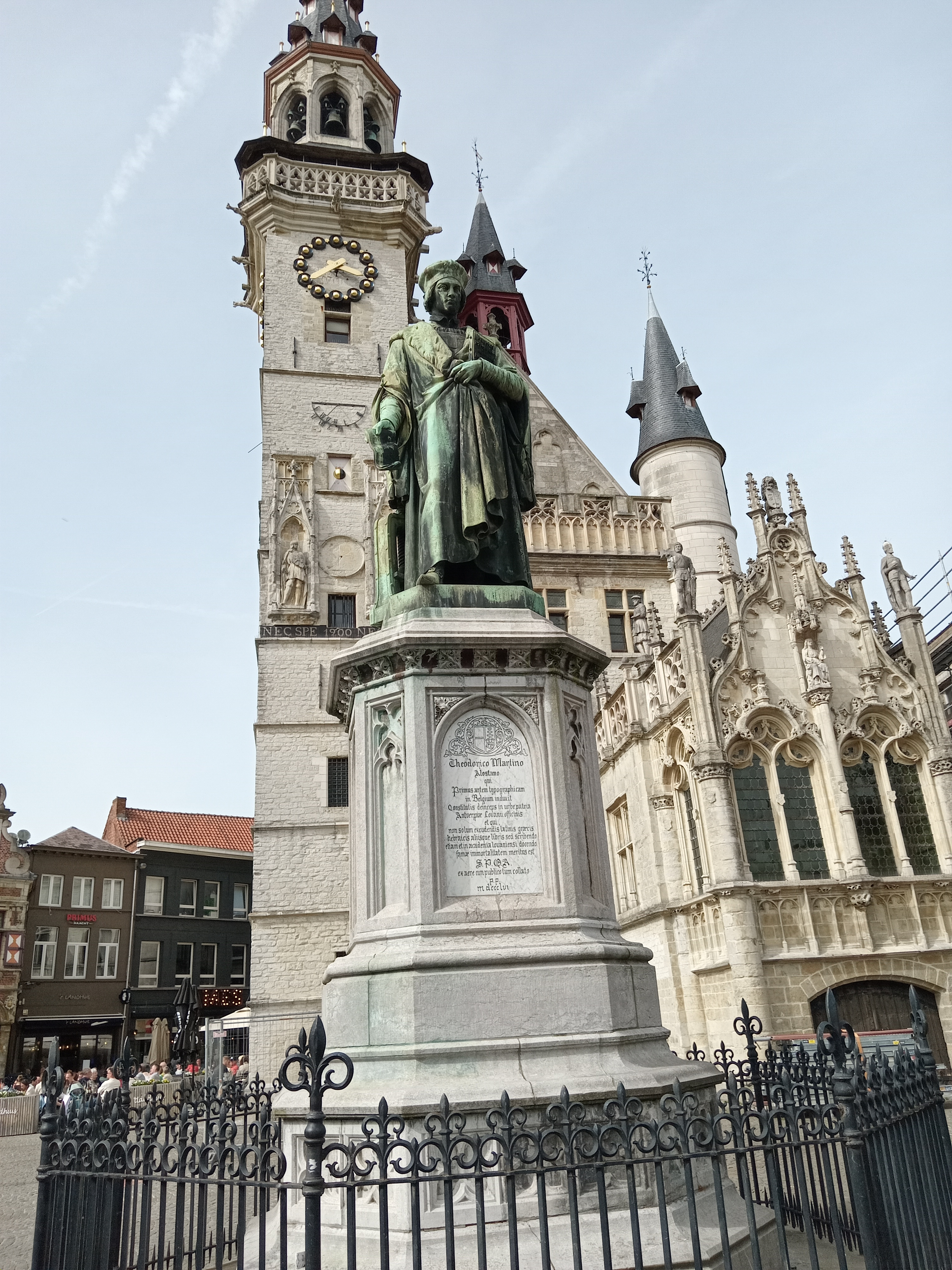